# Myomorpha

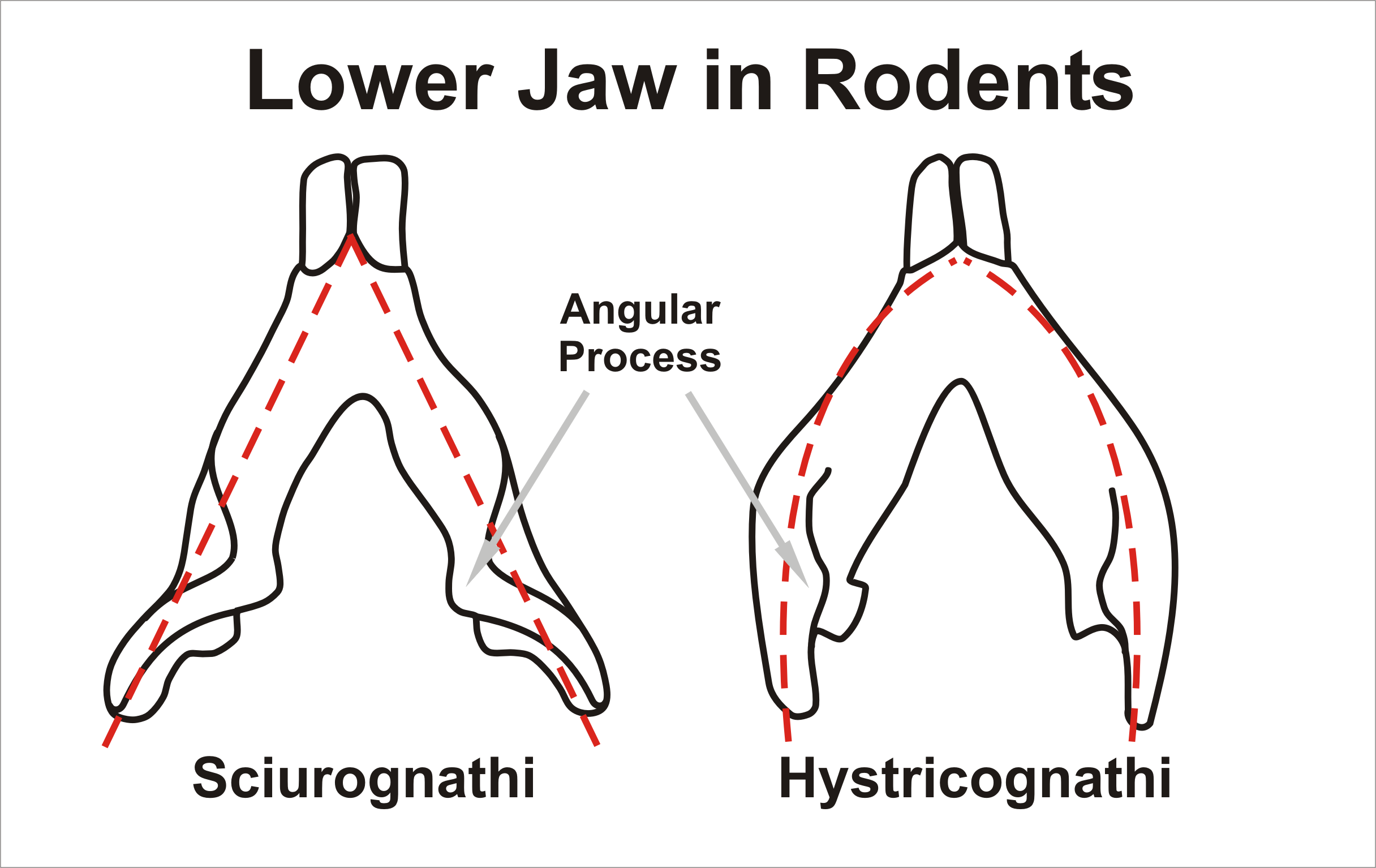
Fig.1

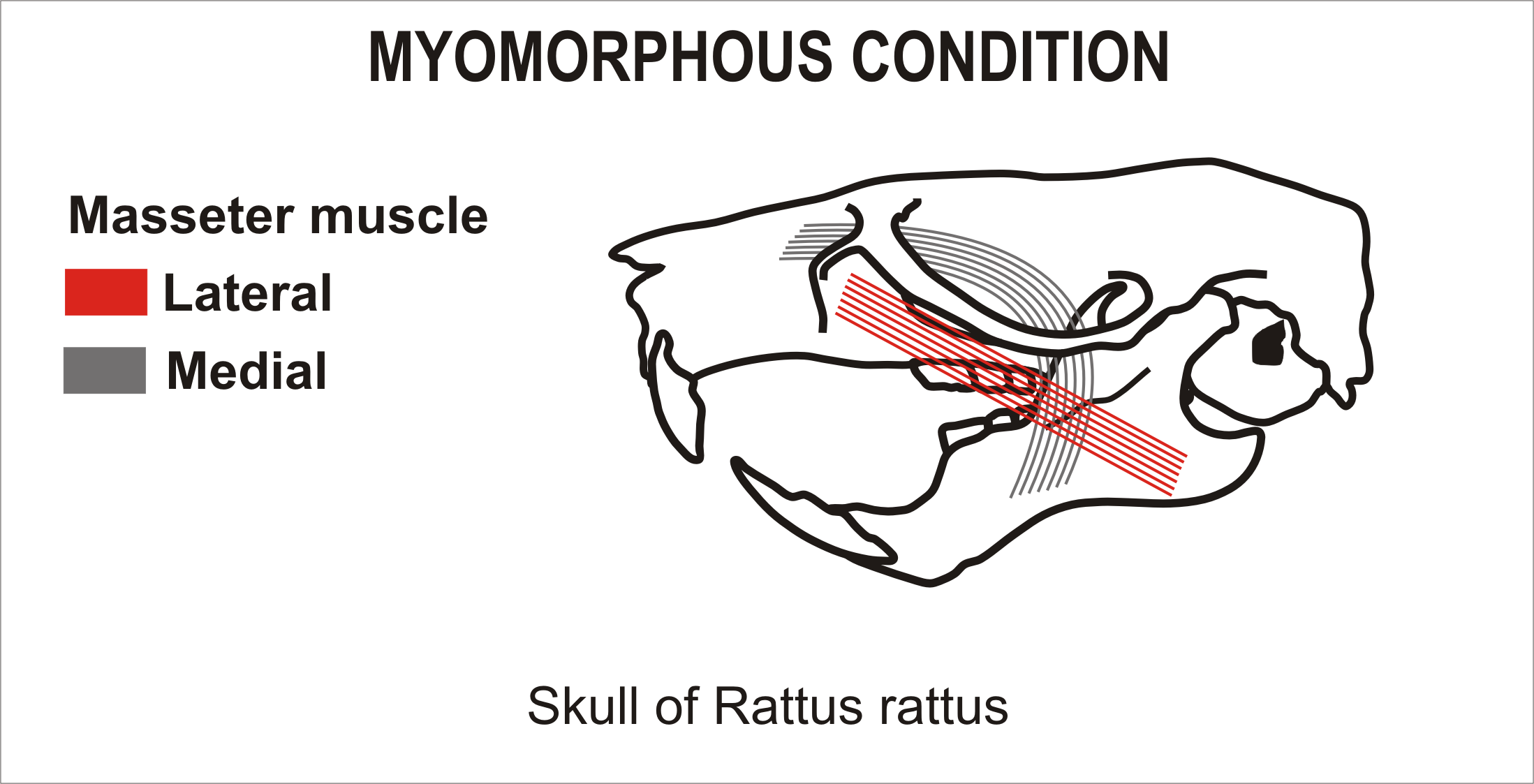
Fig.2

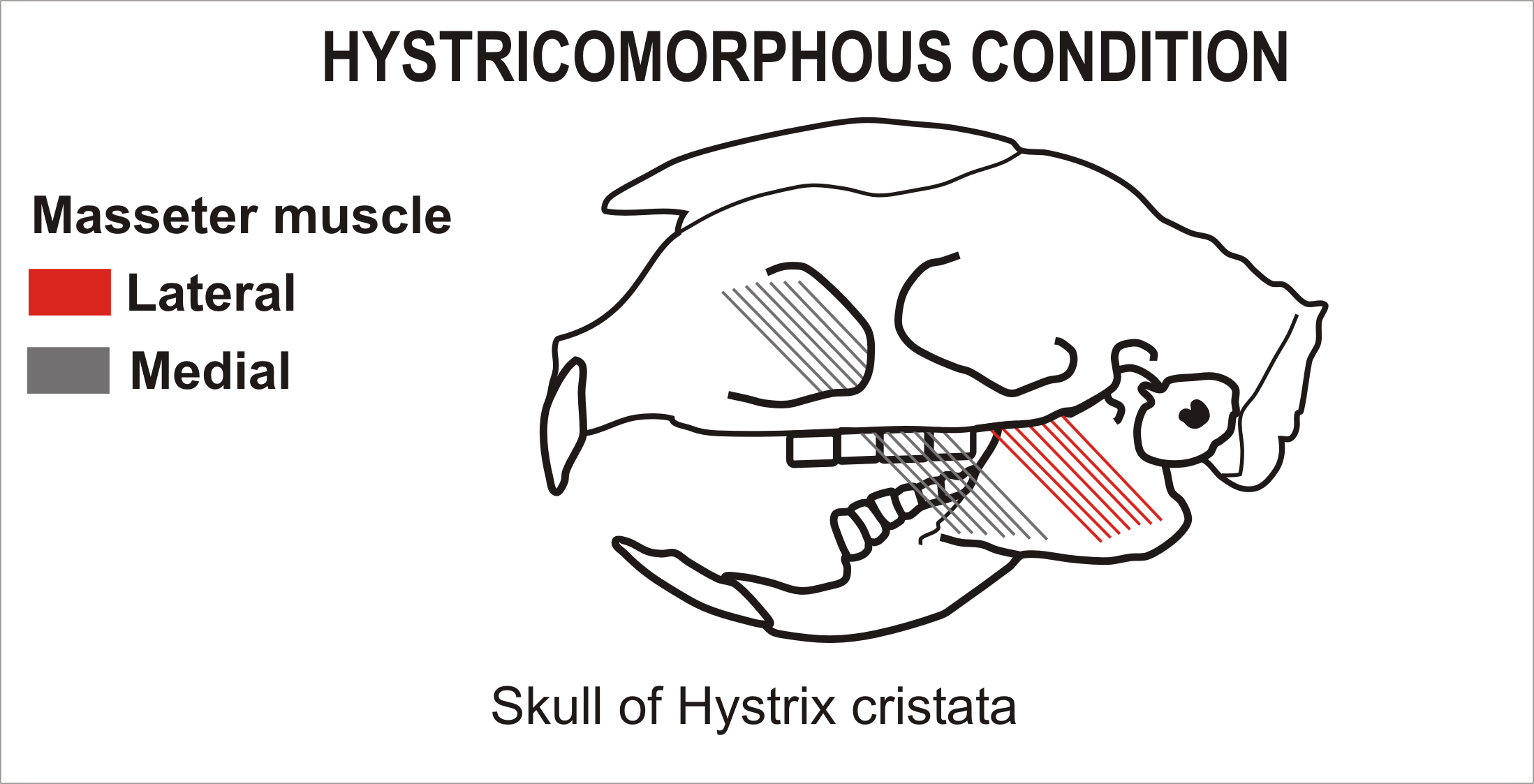
Fig.3

I Miomorfi (Myomorpha Brandt, 1855) sono un sottordine di Roditori che comprende i criceti, gerbilli, i topi e i ratti del vecchio e nuovo mondo, le arvicole, i topi saltatori, i gerboa, i topi delle betulle e forme affini.

## Descrizione
Questo grande gruppo di roditori comprende la maggior parte delle forme simili ai topi o ai ratti, comprendendo anche una Superfamiglia, i Dipodoidea, dove i membri hanno sviluppato caratteristiche specifiche per l'andatura saltante.
Le caratteristiche comuni comprendono la mandibola sciurognata (fig.1), il foro infra-orbitale grande dove passano anche fasci muscolari, la fibula fusa alla tibia e i piccoli ossicini dell'orecchio interno, incudine e martello, separati tra loro. I premolari sono sempre mancanti eccetto alcuni generi dei Dipodidi i quali mantengono almeno un premolare su ogni semi-arcata superiore.

## Distribuzione ed habitat
Il sottordine ha diffusione planetaria eccetto l'Antartide ed alcune isole remote. Occupa qualsiasi tipo di habitat, anche tra i più estremi come i deserti caldi.

## Tassonomia
Il sottordine è diviso in due superfamiglie, caratterizzate ciascuna da una differente disposizione del muscolo massetere.
- Disposizione di tipo Miomorfo (fig.2)
  - Superfamiglia Muroidea
- Disposizione di tipo Istricomorfo (fig.3)
  - Superfamiglia Dipodoidea